# Hatsune Miku: Project DIVA
Hatsune Miku: Project DIVA (初音ミク プロジェクト ディーヴァ Hatsune Miku Purojekuto Dīva?) es una serie de juegos de ritmo creados por SEGA y Crypton Future Media para las consolas de Sony, PlayStation y también una participación con la consola Nintendo Switch de Nintendo, al igual que una versión del mismo para PC en Steam, presentando a la ídol virtual Hatsune Miku. El primer juego de la saga salió al mercado el 2 de julio de 2009 llamado Hatsune Miku -Project Diva- para la consola PSP, unos años más tarde salieron a la venta 2 nuevas versiones de este juego para esta consola llamados Project Diva 2nd y Project Diva Extend. Posteriormente se han lanzado varias secuelas, una versión de arcade llamada Project Diva Arcade (este cuenta con 2 versiones llamadas Version A y Version B con diferencias en gráficos y canciones) y 3 ports para la PlayStation 3, llamados Dreamy Theater, Dreamy Theater 2nd y Dreamy Theater Extend, más tarde se lanzaron 2 juegos más para la consola PlayStation 3 y esta vez también para la consola PlayStation Vita llamados Project Diva F y un tiempo Project Diva F2nd, unos años más tarde se lanzó una nueva versión de Arcade llamada Project Diva Arcade Future Tone, el cual contaba con nuevas canciones y mejoras en los gráficos a diferencia de las primeras versiones Arcade, más tarde se lanzó un nuevo juego para la consola PlayStation Vita y esta vez también para la consola PlayStation 4 llamado Project Diva X (con una variación llamada Project Diva XHD el cual solo tenía diferencia en los gráficos como su nombre lo indica) más tarde se lanzó un nuevo juego para la PlayStation 4 que contiene todas las canciones de las sagas anteriores como del juego para Nintendo 3DS Project Mirai, llamado Project Diva Future Tone, este como su nombre lo indica es un port de la versión Arcade Future Tone, tiempo después, salió a la venta una variación de este llamado Project Diva Future Tone DX, con diferencia en nuevas canciones que se añadieron (las cuales se pueden obtener por medio de DLC para el juego Project Diva Future Tone). SEGA anunció un nuevo juego que salió en 2020 como décimo aniversario de la saga "Project Diva" para la consola Nintendo Switch llamado "Hatsune Miku Project DIVA MEGA39’s" que incluye el repertorio de las canciones más icónicas de las anteriores sagas incluyendo así 10 canciones nuevas.

## Juegos
Hatsune Miku Project DIVA
2 de julio de 2009
Hatsune Miku Project DIVA Arcade
23 de junio de 2010
Hatsune Miku Project DIVA Dreamy Theater
24 de junio de 2010
Hatsune Miku Project DIVA 2nd
29 de julio de 2010
Hatsune Miku Project DIVA Dreamy Theater 2nd
4 de agosto de 2011
Hatsune Miku Project DIVA extend
10 de noviembre de 2011
Hatsune Miku Project DIVA f
30 de agosto de 2012
Hatsune Miku Project DIVA F
7 de marzo de 2013
Hatsune Miku Project DIVA Dreamy Theater extend
13 de noviembre de 2012
Hatsune Miku Project DIVA Arcade Future Tone
21 de noviembre de 2013
Hatsune Miku Project DIVA F 2nd
27 de marzo de 2014
Hatsune Miku Project Mirai DX
11 de septiembre de 2015
Hatsune Miku Project DIVA X
24 de marzo de 2016
Hatsune Miku Project DIVA Future Tone
23 de junio de 2016
Hatsune Miku Project DIVA X HD
25 de agosto de 2016
Hatsune Miku Project DIVA Future Tone DX
22 de noviembre de 2017
Hatsune Miku Mega39's / Hatsune Miku Project DIVA MegaMix
14 de febrero de 2020
Hatsune Miku Mega39's+ / Hatsune Miku Project DIVA MegaMix+
26 de mayo de 2022

## Hatsune Miku: Project DIVA

### Modo de juego
En el modo de juego se escoge una de las canciones disponibles en la cual se deberá presionar los botones, respectivos que aparezcan siguiendo el ritmo de la canción; aparecerán desde diferentes posiciones dentro de la pantalla en gris los botones que uno deberá presionar a continuación, mientras que de los bordes de la pantalla vienen al encuentro de ellos los mismos, solo que a colores, cuando ambas se superpongan será el momento adecuado para presionar el botón respectivo. Se puede saber la precisión en la parte inferior derecha de la pantalla. La calificación irá desde "Cool" que es la mejor, cuando tienes el mejor timing, pasando por "Fine", "Safe", "Sad"  y "Worst" que es cuando no has presionado el botón y este ya ha desaparecido de la pantalla. Basado en el puntaje obtenido durante la canción se otorga un rango: "Perfect" cuando solo obtiene "Cool"  y "Fine", "Excellent" uno muy bueno, "Great" uno bueno, "Standard" uno normal, "Cheap" cuando completa la canción pero con demasiados errores y "MissXtake" cuando falla la canción.

### Otras características
Project Diva permite a los jugadores escoger entre una amplia lista de personajes, incluyendo a Miku en diferentes vestidos de los cuales los más notables son sus vestidos-cameo del videojuego Valkyria Chronicles y también de Space Channel 5. También, la característica más rogada de este juego, "Edit mode (Modo editar)", permite a los jugadores crear su video musical personalizado de cualquiera de sus canciones guardadas en sus PSP y puede incluso incluir la manera de juego.

### Personajes
- Hatsune Miku
- Kagamine Rin y Len
- Megurine Luka
- Kaito
- Meiko
- Yowane Haku
- Akita Neru
- Sakine Meiko
- Hachune Miku (Sólo en el minijuego de los créditos)
- Mikudayo (disponible como DLC en Project Diva F2nd y X)
- Gumi MEGPOID (Sólo en project Mirai)
- Kasane Teto (Sólo en project Diva Future Tone, Project Diva F, Project Diva F2nd y Project Diva X).

### Lista de canciones
| Etiqueta   | Nombre de la canción                    | Letras y Música por               | Interpretada por                                         |
| ---------- | --------------------------------------- | --------------------------------- | -------------------------------------------------------- |
| Rosa       | World Is Mine                           | ryo (Supercell)                   | Hatsune Miku                                             |
| Rosa       | The Rebel                               | ryo                               | Hatsune Miku                                             |
| Rosa       | Love Is War                             | ryo                               | Hatsune Miku                                             |
| Rosa       | That One Second Slow Motion             | ryo                               | Hatsune Miku                                             |
| Rosa       | Melt                                    | ryo                               | Hatsune Miku                                             |
| Azul       | Far Away                                | kz (Livetune)                     | Hatsune Miku                                             |
| Azul       | Strobo Nights                           | kz yae                            | Hatsune Miku                                             |
| Azul       | Star Story                              | kz                                | Hatsune Miku                                             |
| Azul       | Last Night, Good Night                  | kz                                | Hatsune Miku                                             |
| Azul       | Packaged                                | kz                                | Hatsune Miku                                             |
| Naranja    | Sweet Drops After the Rain              | OSTER project                     | Hatsune Miku                                             |
| Naranja    | Miracle Paint                           | OSTER project                     | Hatsune Miku                                             |
| Naranja    | Bad Mood Waltz                          | OSTER project                     | Hatsune Miku                                             |
| Naranja    | Marginal                                | OSTER project                     | Hatsune Miku                                             |
| Naranja    | Dreaming Leaf -Dreaming Words-          | OSTER project                     | Hatsune Miku                                             |
| Amarilla   | Songs of Wastelands, Forests, and Magic | Travolta                          | Hatsune Miku Kagamine Len Kagamine Rin (Individualmente) |
| Amarilla   | White Dove                              | Hadano-P                          | Hatsune Miku                                             |
| Amarilla   | moon                                    | iroha (Sasaki)                    | Miku                                                     |
| Amarilla   | Beware of Miku Miku Bacteria♪           | Hayaya-P                          | Hatsune Miku                                             |
| Amarilla   | Songs of Life                           | Travolta                          | Hatsune Miku Kagamine Len Kagamine Rin (Individualmente) |
| Azul cielo | The secret garden                       | Aki Hata Satoru Kōsaki Otomania   | Hatsune Miku                                             |
| Azul cielo | Dear cocoa girls                        | Aki Hata Satoru Kōsaki Deadball-P | Hatsune Miku                                             |
| Azul cielo | Velvet Arabesque                        | Aki Hata Koichi Namiki Yasuo-P    | Hatsune Miku                                             |
| Azul cielo | Updating Your Love List?                | Aki Hata Koichi Namiki Otomania   | Hatsune Miku                                             |
| Azul cielo | Rain of Cherry Blossoms -standard edit- | Haruyoshi “halyosy” Mori absorb   | Hatsune Miku                                             |
| Blanca     | VOC@LOID in Love                        | OSTER project                     | Hatsune Miku                                             |
| Blanca     | levan Polkka                            | Otomania                          | Hatsune Miku                                             |
| Blanca     | Your Diva                               | azuma                             | Hatsune Miku                                             |
| Blanca     | Electric Angel                          | Yasuo                             | Hatsune Miku                                             |
| Blanca     | The Disappearance of Hatsune Miku       | cosMo@BousouP                     | Hatsune Miku                                             |
| Blanca     | Kogane no Seiya Sousetsu ni Kuchite     | Deadball P                        | Hatsune Miku                                             |
| Blanca     | Miku Miku ni Shite Ageru♪ (Shite Yanyo) | ika_mo                            | Hatsune Miku                                             |
| -          | Rin Rin Rintte Shitekurin♪              | -                                 | Kagamine Rin                                             |
| -          | Cool-[Len] Love Song                    | -                                 | Kagamine Len                                             |
| -          | Double Lariat                           | Ago-anikiP                        | Luka Megurine                                            |
| -          | Thousand Year Solo                      | yanagi-P                          | Kaito                                                    |
| -          | Oblivion in My Heart                    | -                                 | -                                                        |
| -          | Soar                                    | -                                 | -                                                        |
| -          | Saihate                                 | Kobayashi Onyx                    | -                                                        |
| -          | SETSUNA                                 | -                                 | -                                                        |
| -          | Sunset Nostalgic - remix -              | -                                 | -                                                        |
| -          | Love it -Radio Edit                     | -                                 | Hatsune Miku                                             |
| -          | Can You Hear It...                      | -                                 | -                                                        |
| -          | Shooting Star Prologue                  | -                                 | -                                                        |
| -          | Tell Me!! The Magical Lyrics            | -                                 | Hatsune Miku & Kagamine Len                              |
| -          | starise                                 | -                                 | -                                                        |
|            | Parametric Love                         | tapacat                           | Hatsune Miku & Kaai Yuki                                 |

- Las canciones en gris solo se pueden escuchar en la sala Miku y son inaccesibles durante el juego normal.

```
También se puede jugar con la canción "Wekeender Girl" que es interpretada por la Vocaloid Hatsune Miku.
```

### DLC
Se han lanzado dos DLCs para el juego. El primer set contiene a Hatsune Miku. El segundo set contiene a Kagamine Rin, Kagamine Len y Megurine Luka.
VOLUMEN #1 - 『ミクうた、おかわり』 (Miku Uta Okaeri)
- A la venta en la Tienda Xbox desde el día 25 de marzo de 2010 por 2000 Yen.
- 123 canciones nuevas cantadas por Hatsune Miku, con la opción de descarga MP3.
- Videos musicales CG para las 123 canciones.
- Nuevas imágenes durante la carga del juego.
- Un minijuego de "Hello Planet" orientado a lo Kagamine Len.
- La lista de canciones también se puede transferir entre los juegos de Xbox y Xbox 360.

VOLUMEN #2 - 『もっとおかわり、リン・レン ルカ』 (Motto Okaeri, Rin, Len, Luka)
- A la venta en la Tienda Playstation desde el día 1 de julio de 2010 por 3000 Yen.
- 18 canciones nuevas cantadas por Kagamine Rin, Len y Megurine Luka, con la opción de descarga MP3.
- Videos musicales CG para las 18 canciones.
- Nuevas imágenes durante la carga del juego.
- Un minijuego de "Toeto" orientado a lo Megurine Luka.
- La lista de canciones también se puede transferir entre los juegos de PSP y PS3.

Módulos.
Desde el lanzamiento de Project DIVA f/F, los siguientes módulos son DLC.
- Kasane Teto
- Akita Neru
- Yowane Haku
- Mikudayo (Desde Project DIVA F2nd)
- Sakine Meiko (Desde Project DIVA X)

## Hatsune Miku: Project DIVA Dreamy Theater
Sega sacó un software descargable para la PlayStation 3 llamado Hatsune Miku: Project DIVA Dreamy Theater (初音ミク プロジェクト ディーヴァ ドリーミーシアター  Hatsune Miku Purojekuto Dīva Dorīmī Shīata?). Salió a la venta el 24 de julio de 2010, por 3000 Yen. Dreamy Theater es en esencia un puro port del juego de PSP a la PS3. Para que el juego funcione, el jugador debe tener la PSP con el juego dentro conectada vía USB con una PS3 con el software instalado.
Características clave
- Videos 3D Full 720p de todas las canciones (incluyendo los de las anteriores canciones en los que había solo imágenes).
- Compatibilidad total con los DLC oficiales de bailes y MP3's.
- Compatibilidad total con los bailes personalizados y otros MP3's.
- El archivo de guardado usado para la versión de PSP se puede usar en la versión de PS3. Sin embargo las puntuaciones obtenidas se resetean.
- 12 trofeos: 1 Oro, 4 Plata, 4 Bronce & 3 Ocultos.

### Hatsune Miku: Project DIVA Dreamy Theater 2nd
Sega anunció la producción de "Project DIVA Dreamy Theater 2nd", que es un add-on de la secuela, Project Diva 2nd y soporta 3D estereoscópico. El juego salió el 4 de agosto de 2011.

## Hatsune Miku: Project DIVA 2nd
Project DIVA 2nd es la secuela del primer Project DIVA, y contiene nuevas características, así como otras que vuelven del primer juego. Salió a la venta en Japón el 29 de julio de 2010.

### Modo de juego
Sega actualizó el modo de juego del primer Project DIVA. Ahora hace uso del D-pad (los botones de flechas). También se le añadió una nueva dificultad, llamada "EXTREME". La característica de editar regresa del primer juego, pero ahora el jugador es capaz de editar las canciones y el modo de juego en tiempo real y puede configurar el movimiento de dos vocaloids en pantalla al mismo tiempo. 

### Otras características
El juego tiene todos los vocaloids del primer juego. Se han añadido nuevos vestidos y todos los vestidos del anterior juego regresan. La cuenta total de vestidos de Miku suma 53 totales, sin contar los que se añadirían en los DLCs. Adicionalmente, para cada otro personaje se han añadido también varios trajes nuevos, incluyendo el vestido de Resonance of Fate de Kagamine Rin y el de Virtua Fighter de Megurine Luka. Project DIVA 2nd también tiene un nuevo modo llamado "DIVA Room", donde puedes interactuar con todos los vocaloids, similar a un juego sim. Se les puede dar objetos, decorar sus habitaciones o hacer que interactúen con otros vocaloids. Se añade a Kasane Teto pero esta solo aparece como un coloreado de Hatsune Miku y tiene que ser descargada mediante el pack DLC.

## Hatsune Miku: Project DIVA Extend
Sega anunció otra secuela, con el nombre provisional de "Hatsune Miku: Project DIVA ver. 2.5". Gran parte del modo de juego será similar a los otros, pero algunas canciones serán diferentes. Fue lanzado el 2011.

## Hatsune Miku: Project DIVA Arcade y Future Tone
Sega desarrolló un port del primer "Hatsune Miku: Project DIVA" para las máquinas de arcade, llamado Hatsune Miku: Project DIVA Arcade (初音ミク Project DIVA Arcade?). El juego contiene a Miku y sus canciones. También incluye canciones contribuidas por fanes y jugadores, junto con gráficos mejorados. El sitio web Piapro incluso organizó un evento/concurso para que los artistas subieran sus canciones e ilustraciones de Vocaloid para el juego. El juego se probó en su localización del 8 al 11 de enero de 2010. Tripshots diseñó la máquina, que incluye cuatro botones que tienen el mismo modo de juego al igual que su antecesor de la PSP. Las versiones Future Tone (lanzadas el 2013) incluyen un panel multitactil, remplazando a las flechas y reposisionando la tecla START, lo que se usa para las flechas grissaldo. Posteriormente la mecánica Future Tone fue llevada a PlayStation 4 el 2016. El control de Project DIVA Arcade Future Tone también se vendía por separado para dicha consola.

## Hatsune Miku: Project DIVA Mega39's / MegaMix
Sega anunció su primer juego de esta saga para la consola Nintendo Switch el 13 de febrero de 2020, el cual era una mezcla de la sagas anteriores y mismas mecánicas de juego, añadiendo la versión llamada Mix Mode en donde se usan los controles de movimiento y añadiendo gráficos de caricatura japonesa para dar un estilo 2D. 

## Hatsune Miku: Project DIVA Mega39's+ / MegaMix+
El 26 de mayo de 2022, Sega anunció la salida de un nuevo juego de la saga titulado Mega39's+ (Japón) / MegaMix+ (mundialmente) que por primera ocasión es una entrega desarrollada para PC, esta entrega como su nombre lo indica, es un port del videojuego de Nintendo Switch para PC, sin embargo, en esta entrega se da la posibilidad de que el jugador intercambie por 2 estilo de gráficos del videojuego, los del juego original de Switch con estilo de anime o por los gráficos de la versión arcade y PS4. Además esta entrega incluye a través de contenido descargable (DLC) canciones de las entregas pasadas de arcade y PS4. Sega publicó esta entrega a través de la tienda de videojuegos Steam.

## CD relacionados

### Hatsune Miku -Project DIVA- Original Song Collection
Banda sonora donde van incluidas 13 canciones producidas exclusivamente para el juego. Lanzado por Lantis.
1. The secret garden
  - Artista - Project DIVA Original Song feat. Hatsune Miku
  - Letras - Aki Hata / Composición y Arreglos - Satoru Kōsaki / Manipulador - Otomania
2. Dear cocoa girls
  - Artista - Project DIVA Original Song feat. Hatsune Miku
  - Letras - Aki Hata / Composición y Arreglos - Satoru Kōsaki / Manipulador - Deadball P
3. Velvet Arabesque
  - Artista - Project DIVA Original Song feat. Hatsune Miku
  - Letras y Composición - Aki Hata / Arreglos - Koichi Namiki / Manipulador - Yasuo
4. Updating Your Love List?
  - Artista - Project DIVA Original Song feat. Hatsune Miku
  - Letras y Composición - Aki Hata / Arreglos - Koichi Namiki / Manipulador - Otomania
5. Song of Wastelands, Forests, and Magic
  - Artista- Travolta feat. Hatsune Miku
  - Letras, Composición y Arreglos - Travolta
6. Song of Life
  - Artista- Travolta feat. Hatsune Miku
  - Letras, Composición y Arreglos - Travolta
7. Sweet Drops After the Rain
  - Artista - OSTER project feat. Hatsune Miku
  - Letras, Composición y Arreglos - OSTER project
8. Marginal
  - Artista - OSTER project feat. Hatsune Miku
  - Letras, Composición y Arreglos - OSTER project
9. Far Away (GAME edit)
  - Artista - livetune feat. Hatsune Miku
  - Letras, Composición y Arreglos - kz
10. Star Story (GAME edit)
  - Artista - livetune feat. Hatsune Miku
  - Letras, Composición y Arreglos - kz
11. Song of Wastelands, Forests, and Magic (Rin&Len ver.)
  - Artista - Travolta feat. Kagamine Rin&Len
  - Letras, Composición y Arreglos - Travolta
12. Song of Life (Rin&Len ver.)
  - Artista - Travolta feat. Kagamine Rin&Len
  - Letras, Composición y Arreglos - Travolta
13. The secret garden (instrumental)
  - Artista - Project DIVA Original Song feat. Hatsune Miku
  - Letras - Aki Hata / Composición y Arreglos - Satoru Kōsaki / Manipulador - Otomania

### Hatsune Miku -Project DIVA Arcade- Original Song Collection
Álbum musical de la versión arcade del juego. Lanzado por MOER, discográfica de Dwango Music entertainment.
1. Doushite Kounatta
  - Artista - Udongerge feat. Hatsune Miku
  - Letras, Composición y Arreglos - Udongerge
2. SYMPHONIC DIVE -DIVA edit-
  - Artista - Re:nG feat. Hatsune Miku
  - Letras, Composición y Arreglos - Re:nG
3. Nightmare☆Party Night
  - Artista - tetsuo (Kuchibashi P) feat. Hatsune Miku
  - Letras, Composición y Arreglos - tetsuo (Kuchibashi P)
4. Ookami Girl
  - Artista -Kura P feat. Hatsune Miku
  - Letras, Composición y Arreglos - Kura P
5. Periko Space Shipper
  - Artista - One Cup P feat. Hatsune Miky
  - Letras, Composición y Arreglos - One Cup P
6. Kata Omoi Samba
  - Artista - Owata P feat. Hatsune Miku
  - Letras, Composición y Arreglos - Owata P
7. Sayonara Good Bye
  - Artista - Noboru↑ feat. Hatsune Miku
  - Letras, Composición y Arreglos - Noboru↑
8. Houkai Utahime -disruptive diva-
  - Artista - Machigerita feat. Hatsune Miku
  - Letras, Composición y Arreglos - Machigerita
9. Starlite★Lydian
  - Artista - Masaki feat. Hatsune Miku
  - Letras, Composición y Arreglos - Masaki
10. LINK
  - Artista - TRI-ReQ feat. Hatsune Miku
  - Letras - MNW / Composición y Arreglos - TRI-ReQ
11. Koi Note
  - Artista - Jebanni P feat. Hatsune Miku
  - Letras - Mr.DDR / Composición y Arreglos - Jebanni P, Hattori P
12. ZIGG-ZAGG
  - Artista - Junky feat. Hatsune Miku
  - Letras, Composición y Arreglos - Junky
13. Magical Sound Shower
  - Artista - Kusemono (from SWANTONE) feat. Hatsune Miku
  - Letras - Kusemono / Composición- HIRO / Arreglos - Kusemono

### Hatsune Miku -Project DIVA- 2nd NONSTOP MIX COLLECTION
Segundo álbum recopilatorio. Contiene un DVD con vídeos musicales. Lanzado por Sony Music Direct.
1. INTRO
2. Kotchi Muite Baby
  - ryo (supercell) feat. Hatsune Miku
3. Colorful x Melody
  - Team MOER feat. Hatsune Miku
4. Hatsune Miku no Geki Shou
  - Storyteller (GAiA×CosMo(BousouP)) feat. Hatsune Miku
5. Koi Shoku Byōtō
  - OSTER project feat. Hatsune Miku
6. Clover Club
  - Yuuyu feat. Hatsune Miku
7. Poppippo
  - Lamaze P feat. Hatsune Miku
8. Kyodai Shōjo
  - 40mP feat. Hatsune Miku
9. Honto wa Wakatteru
  - Funakoshi P feat. Hatsune Miku
10. Ai Kotoba
  - DECO*27 feat. Hatsune Miku
11. Double Lariat
  - Agoaniki feat. Megurine Luka
12. Cantarella
  - WhiteFlame (Kurousa-P) feat. KAITO
13. Roshin Yukai
  - iroha (sasaki)  feat. Kagamine Rin
14. Sound
  - baker feat. Hatsune Miku
15. Melt
  - ryo (supercell) feat. Hatsune Miku
16. Hajimete no Koi ga Owaru Toki
  - ryo (supercell) feat. Hatsune Miku
17. Hajimete no Oto
  - malo feat. Hatsune Miku
18. Kokoro
  - Travolta feat. Kagamine Rin
19. Migikata no Chō
  - Nori P feat. Kagamine Len
20. Promise
  - samfree feat. Hatsune Miku, Kagamine Rin
21. Change me
  - shu-t feat. MEIKO
22. VOiCE
  - Lovely P feat. Hatsune Miku
23. Finder (DSLR remix-re:edit)
  - kz (Livetune)  feat. Hatsune Miku
24. Just Be Friends
  - Dixie Flatline feat. Megurine Luka
25. innocence
  - KazuP（源屋） feat. Hatsune Miku
26. Yellow
  - kz (Livetune)  feat. Hatsune Miku